# Willie Bryant (Musiker)

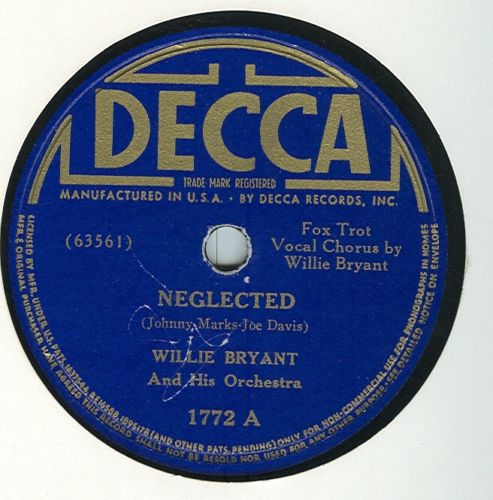
Decca-78er von Willie Bryant & His Orchestra: „Neglected“

William Steven „Willie“ Bryant (* 30. August 1908 in New Orleans; † 9. Februar 1964 in Los Angeles) war ein US-amerikanischer Jazzsänger und Bandleader.

## Leben
Bryant zog 1912 mit seiner Familie nach Chicago. Er debütierte dort 1928 als Tänzer und Sänger, unter anderem auch zusammen mit Leonard Reed in Vaudeville-Theatern. Später ging er nach New York und wirkte 1934 in der Revue Hot Chocolate mit. Danach leitete er bis 1939 eine Big Band im Kansas-City-Stil, die u. a. im Savoy Ballroom in Harlem auftrat. Der erste von zwei Hits, die Bryant verbuchen konnte, war der Song „Moonrise on the Lowlands“ (# 20) und der bei der gleichen Session entstandene Song „Is It True What They Say About Dixie?“ (# 14).
Unter den Musiker seines Orchesters waren Benny Carter, Ben Webster und Cozy Cole (1935), Jack Butler (1936), James Archey (1938) und Taft Jordan (1936). Im Jahr 1945 nahm er die Titel Blues round the Clock und It's Over Because We're Through im Rhythm-and-Blues-Stil auf. Bryant gründete 1946 erneut eine Band, die aber 1948 wieder aufgelöst wurde. In dieser Formation wirkten Billy Taylor und Dan Minor mit. Danach war Bryant als Disk-Jockey und Nachtclub-Conférencier im Apollo Theater tätig. Seine letzten Jahre verbrachte er in Los Angeles, wo er 1964 an einem Herzinfarkt starb.
Seine Tochter Marie Bryant war ebenfalls Sängerin und Tänzerin.